# ATP Sanremo
Das ATP-Turnier von Sanremo (offiziell Sanremo Open) war ein Herren-Tennisturnier, das im Jahr 1990 einmalig im italienischen Sanremo ausgetragen wurde. Gespielt wurde im Freien auf Sandplätzen.

## Geschichte
Die Veranstaltung fand Ende Juli/Anfang August statt. Es war neben den Turnieren von Palermo, Bologna, Florenz, Genua und Rom eines von sechs italienischen Sandplatzturnieren der Saison 1990; später würde es nie mehr so viele Turniere auf italienischem Boden geben. Das Turnier war Teil der ATP World Series, der Vorgängerserie der ATP Tour 250.
Von 2002 bis 2010 wurde in Sanremo wieder ein Herrentennisturnier veranstaltet, der Sanremo Tennis Cup. Das Turnier wurde ebenfalls auf Outdoor-Sandplätzen ausgetragen und lief im Rahmen der ATP Challenger Tour. Zu den Siegern dieses Turniers zählte der spätere Weltranglistenerste Novak Đoković.

## Siegerliste

### Einzel
| Jahr | Sieger       | Finalgegner   | Finalergebnis |
| ---- | ------------ | ------------- | ------------- |
| 1990 | Jordi Arrese | Juan Aguilera | 6:2, 6:2      |

### Doppel
| Jahr | Sieger                         | Finalgegner                 | Finalergebnis |
| ---- | ------------------------------ | --------------------------- | ------------- |
| 1990 | Mihnea-Ion Năstase Goran Prpić | Ola Jonsson Fredrik Nilsson | 3:6, 7:6, 6:3 |